# Jindřich Lipovský
Jindřich Lipovský (rodným jménem Jindřich rytíř Lipovský z Lipovice, 5. prosince 1827 Štětkovice – 5. dubna 1894 Praha) byl českoamerický katolický kněz, vojenský kaplan, pedagog novinář a misionář pocházející ze šlechtického rodu Lipovských z Lipovice, posléze usazený v USA. V letech 1853 až 1857 působil jako kněz kostela sv. Jana Nepomuckého v St. Louis v Missouri, čímž se stal prvním kněžím vůbec první samostatné náboženské obce v USA. Posléze pak působil jako misionář v Číně, pobýval ve Spojeném království, ve stáří se pak navrátil do Čech.

## Život

### Mládí
Narodil se ve Štětkovicích nedaleko Sedlčan do nižší šlechtické katolické rodiny rytíře Václava Lipovského z Lipovice. Základní a nižší gymnaziální vzdělání nabyl při soukromém domácím vyučování. Rodiči byl předurčen pro církevní dráhu, k dalšímu studiu tak odešel na piaristické gymnázium v Praze, dále studoval filosofii na zdejším konviktu. Poté vstoupil jako novic do jezuitského řádu ve Štýrském Hradci, kde se mj. připravoval pro plnění misionářských úkolů. Další vzdělání získal studiem v Salcburku.
V atmosféře vypuknuvší první italské války za nezávislost narukoval 1. července 1848 k Paumgartenově pluku č. 21 jako vojenský kaplan. S jednotkou následně prodělal tažení do Itálie pod velením polního maršála Radeckého a účastnil se mj. bitev u Novary a u Mortary. Roku 1849 dosáhl hodnosti poručíka. Z armády odešel roku 1849 nebo 1850, údajně po osobním konfliktu a souboji s jistým uherským důstojníkem, a po jistou dobu pak žil v klášteře v Čechách.

### V USA

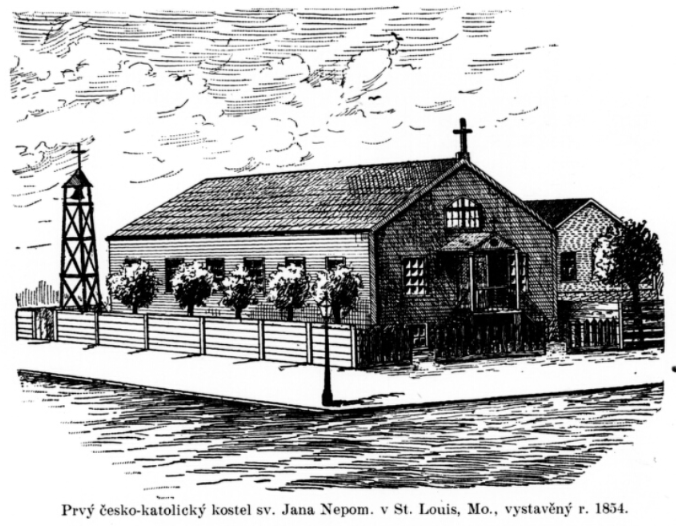
Český katolický kostel sv. Jana Nepomuckého v St. Louis

Roku 1850 nebo 1851 odcestoval do Spojených států. Údajně se jako člen americké armády zúčastnil také americko-mexické války, což však koliduje s jinými daty v jeho životě. Krátce poté se usadil v St. Louis ve státě Missouri, kde nastoupil ke studiu teologie ve zdejším Corondolet Seminary. Roku 1852 studium ukončil, byl st. louiským biskupem vysvěcen na kněze a začal působit ve zdejším německém kostele Panny Marie Vítězné. Téhož roku se stal redaktorem německy psaného katolického listu Herold des Glaubens (Hlasatel víry). Roku 1853 se pak stal knězem kongregace katolíků z rostoucí české komunity ve městě. Roku 1854 pak začala výstavba dřevěné budovy kostela sv. Jana Nepomuckého v St. Louis, vůbec prvního katolického kostela v USA stavěného českými imigranty, dokončeného roku 1855. Spolu s kostelem vznikla také česká církevní škola. Ačkoliv byla jeho rodným jazykem němčina, byl patrně schopen provádět kázání také v čestině. V čele obce působil do roku 1856 nebo 1857, kdy změnil své působiště, jeho nástupcem se pak stal kněz František Trojan. Nakrátko se pak vrátil do Evropy, posléze se navrátil do USA, a na čas se usadil ve Filadelfii, kde působil biskup Jan Nepomuk Neumann, rovněž rodilý Čech. Byl knězem v kostele St. John's Haycock.

### Zpět v Evropě
Roku 1859 navštívil Čechy, roku 1860 se pak vydal na cestu do Říma, kde krátce pobýval u Papežského stolce. Odtud byl pak poslán jako katolický misionář do většinově anglikánské Anglie, kde postupně působil v Londýně, Rugby, poté pak v Newportu a Cardiffu ve Walesu. Roku 1862 se souhlasem apoštolského prefekta P. Ambrosiho odcestoval s britským pozemním vojskem jako vojenský kaplan do Číny. Téhož roku dorazil do Hongkongu, odkud se s armádou vypravil do hlavního tábora v Šanghaji, kde přebýval do roku 1863. Kvůli nemoci vyvolané zdejším podnebím byl ale nucen vrátit se zpět do Evropy. Cestou zpět do Anglie krátce pobyl Čechách, mj. v pražském klášteře minoritů, věnoval také několik artefaktů do sbírek Českého národního muzea. Téhož roku se vrátil do St. Louis, kde byl povýšen na biskupa státu Missouri.
Roku 1866 se opět vypravil do Evropy, aby opětovně narukoval do rakouské armády v nadcházející prusko-rakouské válce. Sloužil jako kaplan u rakouské Jižní armády bojující na italské frontě, mj. prodělal bitvu u Custozzy. Po válce se navrátil do Missouri, kde se mj. zabýval též misionářskou činností mezi domorodými americkými kmeny. V 80. letech se pak na stáří vydal rodné vlasti, kde dožil v klášteře.

### Úmrtí
Jindřich Lipovský zemřel 5. dubna 1894 v Praze ve věku 66 let.